# Ninetta Sombart
Ninetta Sombart (* 2. Mai 1925 in Berlin-Grunewald; † 24. Januar 2019 in Arlesheim) war eine Schweizer Malerin. Sie «erlangte internationale Bekanntheit durch ihre herausragende malerische Umsetzung biblischer Motive sowie durch zahlreiche Altarbilder».

## Leben
Ninetta Sombart war die jüngste Tochter des Soziologen und Volkswirts Werner Sombart und dessen zweiter Ehefrau Corina Leon (1892–1970), die aus einer rumänischen Bojaren-Familie stammte. Der Schriftsteller Nicolaus Sombart (1923–2008) war ihr älterer Bruder.
Nach dem Zweiten Weltkrieg ging sie mit ihrem Mann, einem amerikanischen Kunststudenten, der als GI in Deutschland stationiert war, in die Vereinigten Staaten, wo ihre frühen Arbeiten, stilistisch dem Surrealismus nahestehend, weite Verbreitung als Kunstdrucke fanden. 1962 kehrte sie nach Europa zurück und arbeitete in einem Schweizer Industrieunternehmen. Ab 1987 widmete sie sich ausschliesslich der Malerei.